# Kabupaten Mukomuko
Kabupaten Mukomuko (engelska: Mukomuko Regency) är ett kabupaten i Indonesien.   Det ligger i provinsen Bengkulu, i den västra delen av landet, 700 km nordväst om huvudstaden Jakarta. Antalet invånare är 162 194.